# La Romana (miasto)
La Romana – miasto w południowo-wschodniej Dominikanie, nad Morzem Karaibskim, ośrodek administracyjny prowincji La Romana. Około 260 tys. mieszkańców. Czwarte co do wielkości miasto kraju. Położone nad rzeką Dulce. Podzielone jest na trzy dzielnice: Romana del Oeste, Buena Vista Norte i Sector La Caleta. Ze stolicą kraju – Santo Domingo (110 km), oraz San Pedro de Macorís (35 km) miasto połączone jest autostradą nr 3.
Miasto założone w 1502 roku Juan de Esquuivel. Od 1917 roku miasto związane jest z cukiernictwem (prywatna cukrownia Central Romana). W latach 60 wieku na obszarze 30 km² wybudowano u ujścia Río Chavrón luksusowy ośrodek wypoczynkowy Casa de Campo z polem golfowym i mariną. W śródmieściu znajdują się park Parque Central, ratusz, kościół Santa rosa de Lima, El Obelisco, targowisko Mercado Municipal i Estadio de Béisbol Michelin.
W mieście rozwinął się Przemysł spożywczy, chemiczny oraz obuwniczy.
W La Romana mieszczą się wyższe uczelnie: Universidad Organización y Método (O&M), Universidad Federico Henríquez y Carvajal (UFHEC), Universidad Autónoma de Santo Domingo (UASD), Centro Universitario de la Romana (CUR). W mieście znajdują się kościoły rzymskokatolickie oraz obiekty religijne protestantów i Świadków Jehowy.

## Miasta partnerskie
- Isla Cristina